# Нюрнберзьке бургграфство

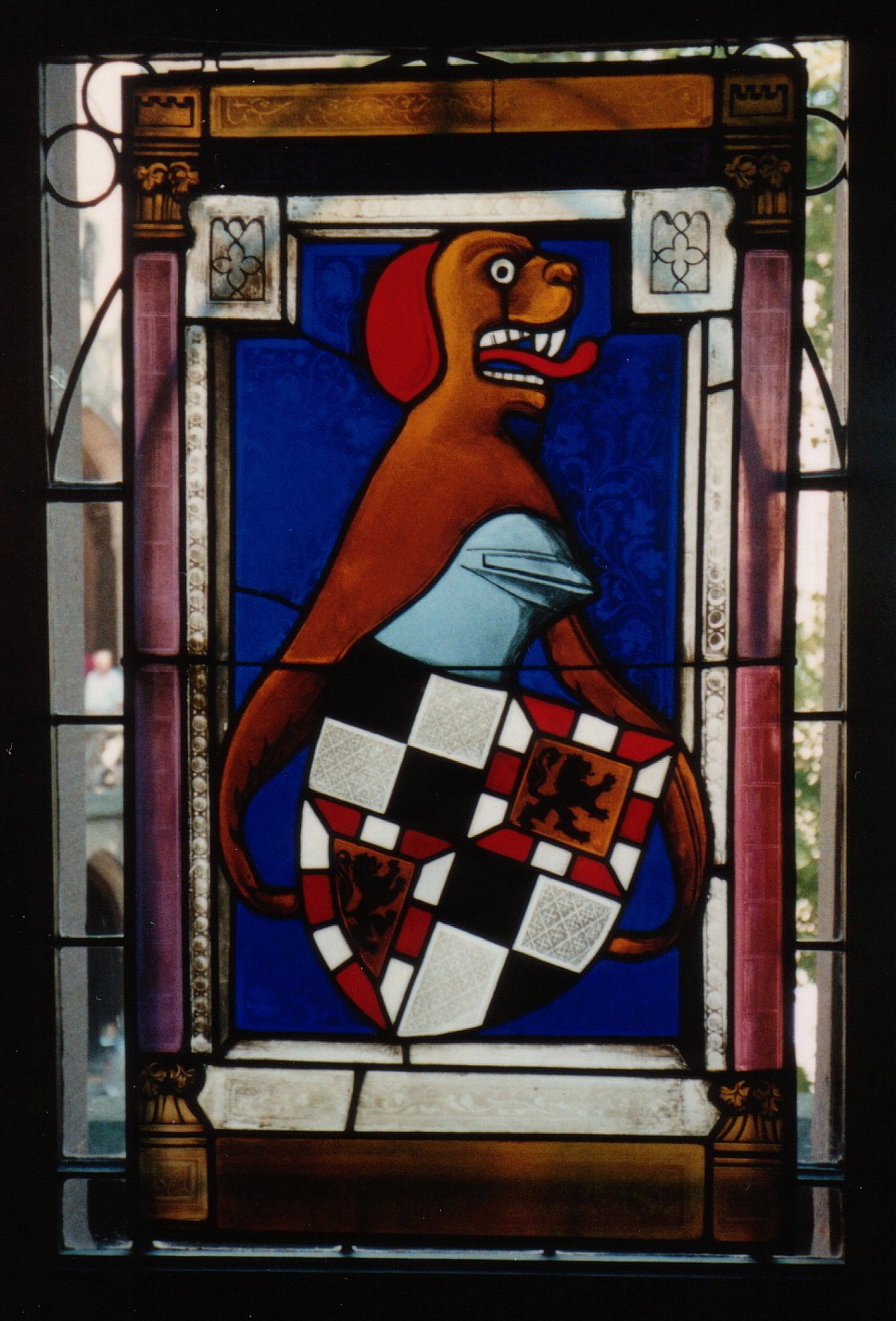
Герб Гогенцоллернів як бургграфів у вітражі замку Гогенцоллернів

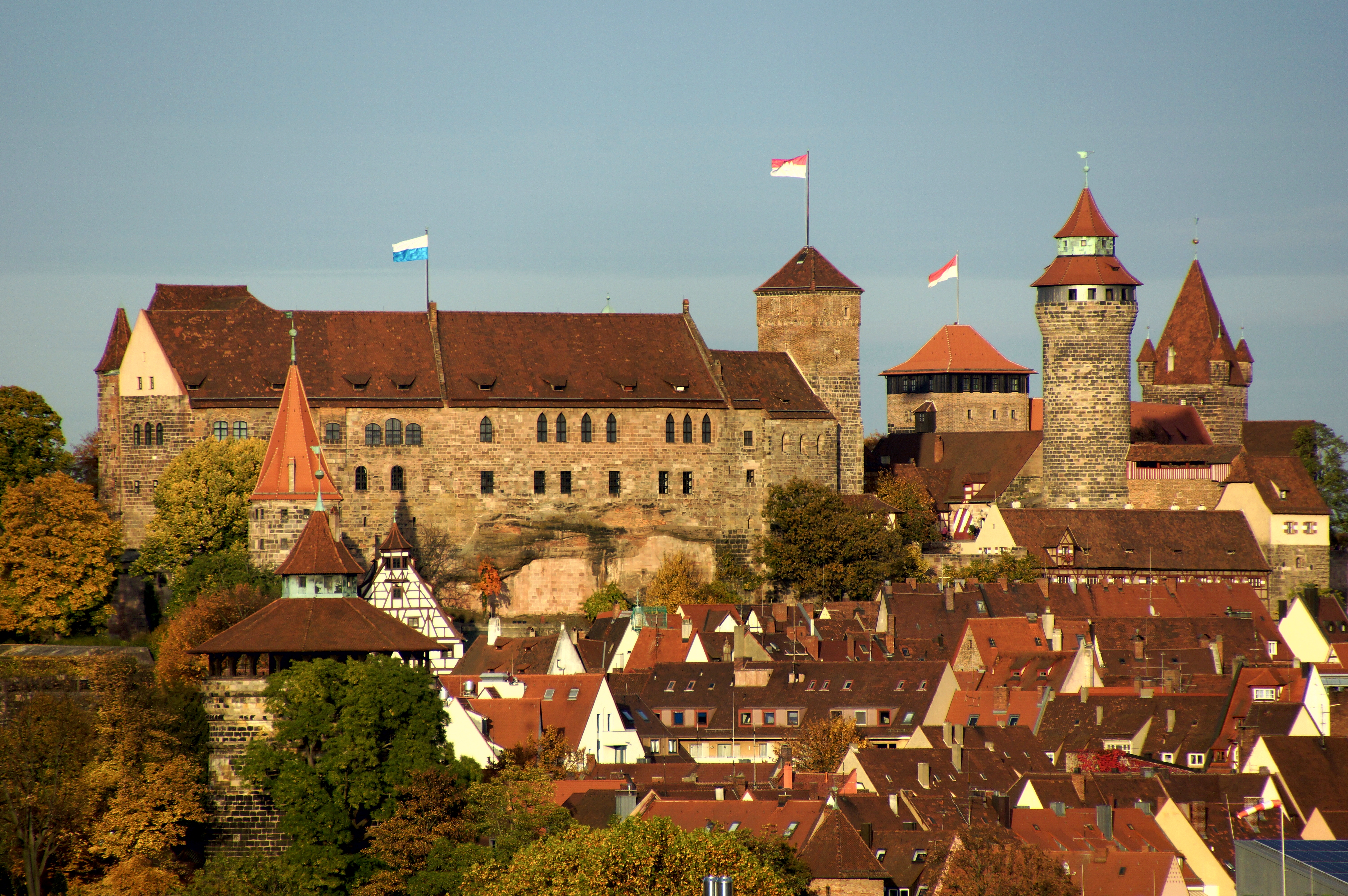
Нюрнберзький імперський замок

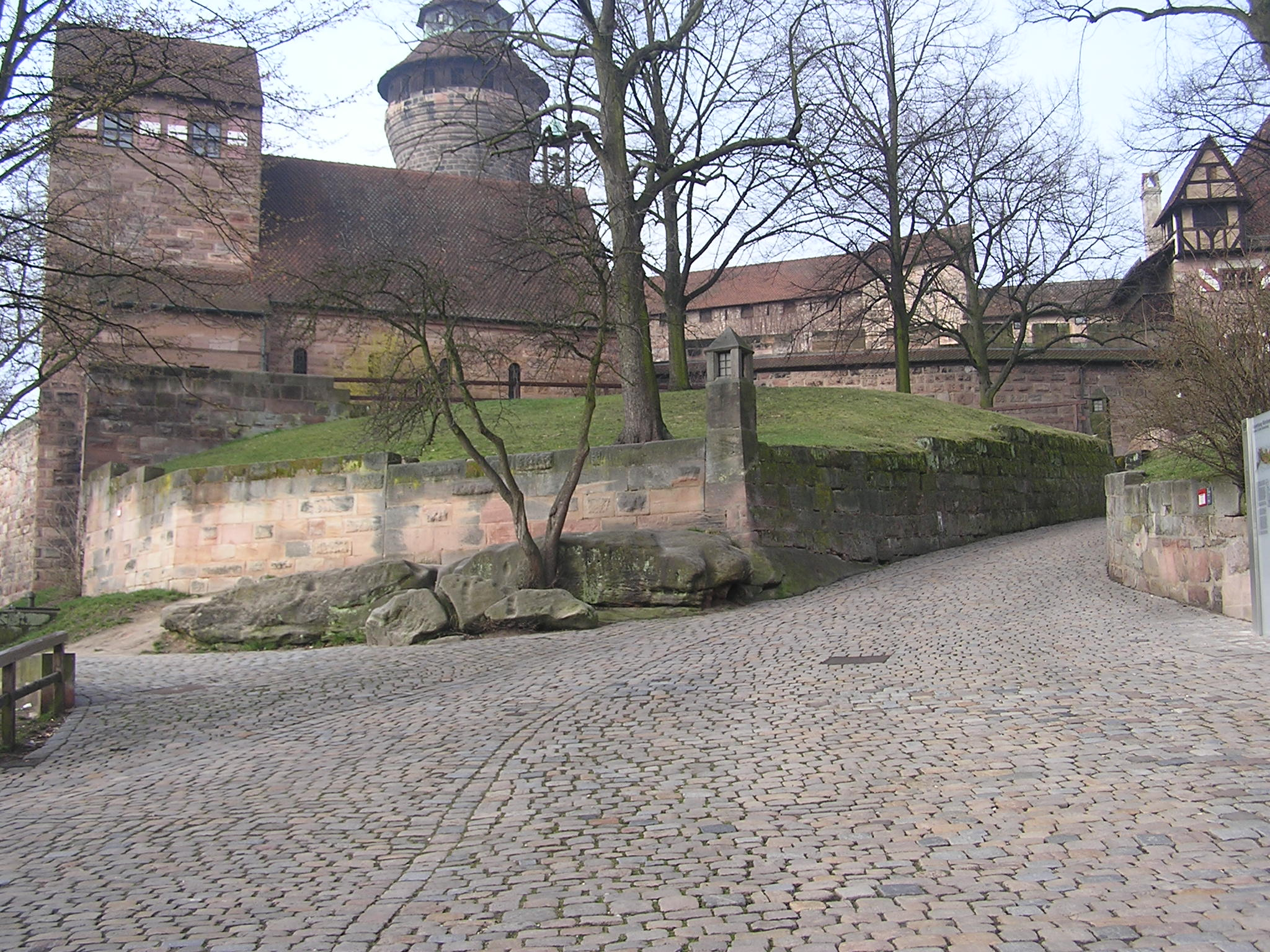
Бургграфський замок

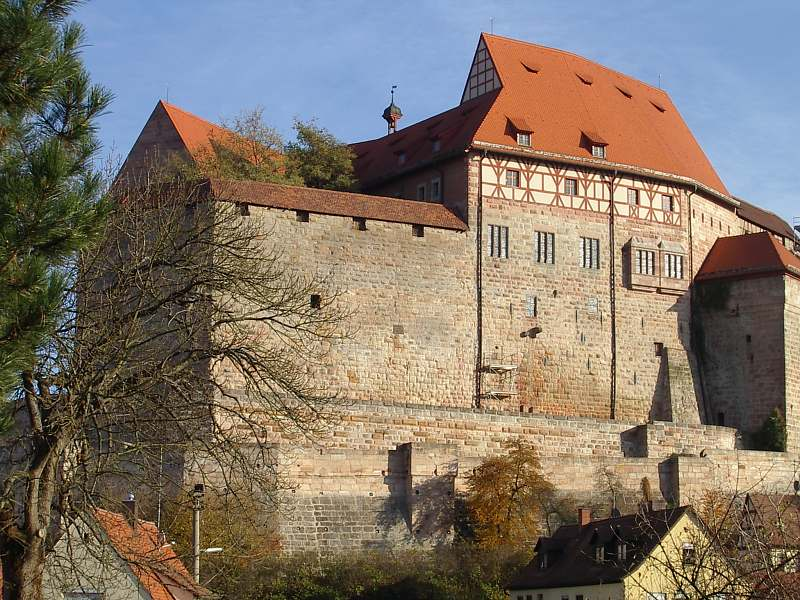
Замок Кадольцбург (з 1260 р. резиденція бургграфів)

Нюрнберзьке бургграфство (нім. Burggrafschaft Nürnberg) — держава Священної Римської імперії з початку XII до кінця XV століття. Як бургграфство, це було графство з центром у місті Нюрнберг. З 1219 року Нюрнберг отримав пряме імперське підпорядкування і бургграфство втратило владу над містом. В 1398 році бургграфство було розділено на Бранденбург-Ансбаське і Бранденбург-Байройтське князівства.

## Історія
Згідно з першою документальною згадкою про місто в 1050 році, Нюрнберг, ймовірно, був заснований на початку XI століття як місце розташування імператорського замку між Східним Франкським королівством та маркграфством Нордгау. У 1050 — 1571 роках місто розширювалося і швидко набуло важливості через своє розташування на ключових торгових шляхах. Король Конрад III заснував бургграфство та першу адміністрацію та суди на навколишніх імперських територіях. Перші бургграфи походили з австрійського дому Рабсів, але після вимирання їхньої чоловічої лінії, близько 1190 року бургграфство успадкував зять останнього графа з дому Гогенцоллернів. Проте з кінця XII століття до міжцарів'я (1254—1273 рр.) влада бургграфів зменшилася, оскільки імператори з дому Штауфенів передали більшість невійськових повноважень каштеляну, а з 1173/74 року передали міську адміністрацію та муніципальні суди імперському меру (Reichsschultheiß). Каштелян не лише керував імперськими землями навколо Нюрнберга, але й стягував податки та був найвищою судовою інстанцією у справах, пов'язаних з браконьєрством і лісовим господарством; він також був призначений захисником різних церковних установ, церков і монастирів, навіть Бамберзького єпископства. Привілеї цього каштелянства передані місту наприкінці XIV — на початку XV ст. Напружені стосунки між бургграфами та каштелянами зрештою переросли у відкриту ворожнечу, яка значно вплинула на історію міста.
Нюрнберг часто називають «неофіційною столицею» Священної Римської імперії, переважно через те, що в Нюрнберзькому замку збиралися імперські сейми (рейхстаги) і суди. Нюрнберзькі рейхстаги були важливою частиною адміністративної структури імперії. Зростаючий попит королівського двору та зростаюче значення міста привернули до Нюрнберга активну торгівлю, яку підтримували імператори з дому Гогенштауфенів. Фрідріх II (правління 1212—1250) надав місту у 1219 році Великий лист свободи (нім. Großen Freiheitsbrief), включаючи міське самоуправління, імперську безпосереднє підпорядкування (нім. Reichsfreiheit), привілей карбувати монети та незалежну митну політику, майже повністю вивівши місто з компетенції бургграфів. Незабаром Нюрнберг разом з Аугсбургом став одним із двох великих торгових центрів на шляху з Італії до Північної Європи.

## Список бургграфів

### Дім Раабс
- 1105 — прибл. 1137 Готфрід II Раабський (правив до прибл. 1137)
- прибл. 1137 – c. 1143 Конрад I (прибл. 1100 – c. 1143)
- прибл. 1143 – c. 1160 Готфрід III (правив до прибл. 1160)
- прибл. 1160 – c. 1191 Конрад II (прибл. 1125 /30 — 1191/92, помер без нащадків чоловічої статі)

### Гогенцоллерни
- 1192—1200/1204 Фрідріх I (1139—1200/1204), спочатку Фрідріх III, граф Цоллерна, одружився з Софією, дочкою Конрада II, згодом став бургграфом завдяки цьому союзу.
- 1204—1218 Фрідріх II (1188—1255, молодший син Фрідріха I)
- 1218—1261/1262 Конрад I дер Фромм (бл. 1186—1261/2, старший син Фрідріха I і брат Фрідріха II). Граф Цоллерн як Конрад III
- 1262—1297 Фрідріх III дер Ербер (бл. 1218—1297, син Конрада I)
- 1297—1300 Іоанн I (бл. 1279—1300, старший син Фрідріха III). Правив разом зі своїм братом Фрідріхом IV.
- 1297—1332 Фрідріх IV (1287—1332, молодший син Фрідріха III і брат Іоанна I). Перебрав одноосібне правління бургграфством після смерті брата.
- 1332—1357 Іоанн II Ервербер (1309—1357, син Фрідріха IV)
- 1357—1397 Фрідріх V (1333—1397, син Івана II)
- 1397—1420 Іоанн III (1369—1420, син Фрідріха V). Також маркграф Бранденбург-Кульмбаський з 1398 року.
- 1398—1427 Фрідріх VI (1371—1440, син Фрідріха V). Як Фрідріх I, також маркграф Бранденбург-Ансбаський з 1398 р., курфюрст Бранденбурга з 1415 р., маркграф Бранденбурга з 1417 р. і маркграф Бранденбург-Кульмбаський з 1420 р.